# Glutamato dissódico
Glutamato dissódico (DSG, Na2C5H7NO4) é um composto químico, um sal formado por sódio e ácido glutâmico.
Fórmula:
```
 
C
O
O
Na

 |
 C
H
2

 |
 CH
2

 |
 CH-
N
H
2

 |
 COONa
```

## Produção
Quando glutamato monossódico (MSG) é colocado em um meio básico, MSG é neutralizado pelo alcalino. Na presença de íons sódio, esta reação irá formar DSG.
Nesta reação, um íon sódio substitui o hidrogênio no segundo grupo carboxila no ácido glutâmico.

## Odor
DSG tem odor de amônia.